# Fable II
『Fable II』（フェイブル2）はLionhead Studiosが開発し、マイクロソフトが発売したXbox 360用RPG。日本では2008年12月18日に発売された。Xbox、Windows用に発売されたゲーム『Fable』の続編である。

## 概要
舞台は前作から数百年が経過したアルビオン大陸。時の経過により、かつての英雄譚は風化して語られる事も無くなっているが、前作をプレイした人なら馴染みのある名前や伝承、イベントが至る所で確認できる。Xbox 360発売初期に、製作を開始したと発表され注目を集めた。
前作『Fable』の開発も務めたピーター・モリニューが今作にも携わっており、ゲームのエンディングまで「どのように生き、どのように過ごすか」を極めて自由に行える独特のゲームシステムはパワーアップした形で踏襲されている。剣や弓、魔法の他に「銃」が登場し、戦闘スタイルにも大きな変化をつけられるようになっている。オフライン、オンラインともに協力プレイが可能。
初回限定版として『Fable II リミテッドエディション』が発売されている。価格は通常版と変わらず、『Fable II』のメイキング画像やコンセプトアート集を収録したボーナスDVDと「死者の洞窟」「海に眠る伝説の武器」「時空を超えた神秘の品」の3つのコンテンツをダウンロードできるボーナスゲームコンテンツダウンロードカードが付属している。
2008年8月13日にはXbox Live Arcadeで『Fable II パブ ゲーム』が800マイクロソフトポイントで配信された。
2009年1月13日にはダウンロードコンテンツ第一弾として、新たなエリア、クエスト、武器やコスチューム、各種アイテムなどが追加された「ノットホール島」が配信された。
同年5月12日、DLC第2弾「未来の行方」も配信された。

## システム

### フィールド
360度フル3Dフィールドで、エリア毎に区切られたゾーン方式。時間の概念があり、時間の経過によって昼夜が徐々に入れ替わる。フィールド上にはNPCが行き交い、敵は特定の場所に徘徊しているか、英雄が接近することで出現する。川や湖などに侵入することも可能で、特定のポイントで潜水もできる。Aボタンを押しつづけると全力疾走し、水中では全力で泳ぐことができる。高低差のある地形では飛び越えや飛び降りることができる。メニュー画面からエリアを選んで一瞬で移動も可能だが、現在地から目的地までの距離によって一定時間が経過する。

### アルビオンの住人
エリア毎に決まった数のアルビオンの住人(NPC)が居り、「名前」「職業」「好き（なもの）」「嫌い（なもの）」が設定されている。基本的に設定されたタイムテーブル毎に行動する。
あなたに対する評価
NPCは英雄に対する3つの感情ゲージをもっている。
1. 嫌い ⇔ 好き
2. 怖い ⇔ 面白い
3. 不細工 ⇔ 素敵

これら感情ゲージは、英雄の取るアクションや行動によってメモリが左右に移動する。感情ゲージによっては、プレゼントをくれたり、怖がって逃げ出したり、求愛してくるようになる。
アクション
英雄は「人づきあい」「笑わせる」「口説く」「犬」「怖がらせる」「不作法なふるまい」「安全装置をはずす」の7つのカテゴリー別に様々なアクションをとることができる。アクションを取ることによって、NPCの感情が変化したり、仕掛けを解いたりする。アクションによってはAボタンを長押しすることによってアクションゲージが現れ、成功すると効果が大きくなる。犬に芸を仕込んでおけば、英雄のアクションに合わせて芸をする。
人づきあい
主にNPCとの交流を深めて「嫌い ⇔ 好き」のゲージを変動させる。「ギフト」「同行させる」「親指を立てる」「トロフィー」「解散」「親指を下げる」「リュート」の7つのアクションがある。
- 「ギフト」

持っているアイテムを相手に贈る。NPCの「好き」「嫌い」に含まれるものなら変動が大きくなる。
- 「同行させる」「解散」

相手を同行させたり、解散したりできる。相手の「好き」「嫌い」に含まれる場所なら変動が大きくなる。別のエリアにも同行させることができる。
- 「親指を立てる」「親指を下げる」

NPCの提案に同意したり、拒否をする。または感情を変化させる。
笑わせる
主にNPCを楽しませて「怖い ⇔ 面白い」のゲージを変動させる。「ダンス」「笑う」「おなら」「手芝居」「ガッツポーズ」「ゲップ」「あやまる」の7つのアクションがある。
口説く
主にNPCを口説いて「嫌い ⇔ 好き」のゲージを変動させる。「崇拝」「私のところに来て」「口説き文句」「投げキッス」「英雄のポーズ」「口笛」「誘惑」の7つのアクションがある。
- 「私のところに来て」

NPCを誘って同行させられる。ベッドまで連れて行くとベッドインできる。
犬
犬に対してアクションすることで犬の感情値や回復、それを見た周りのNPCの感情を変化させる。「回復」「ボール遊び」「ほめる」「ごほうび」「おしおき」の5つのアクションを取ることができる。
- 「回復」

戦闘で犬が負傷したときに回復させることができる。
- 「ほめる」

犬などの感情値を変化させたり、怯えている犬を励ますことができる。
怖がらせる
主にNPCを怖がらせて「怖い ⇔ 面白い」のゲージを変動させる。「平手打ち」「うなり声」「恐喝」「高笑い」「威嚇」「雄たけび」「おどかす」の7つのアクションがある。
不作法なふるまい
主にNPCを侮辱して「嫌い ⇔ 好き」のゲージを変動させる。「死んだふり」「挑発する」「こけにする」「物乞い」「ひわいなポーズ」「侮辱する」「指さして笑う」の7つのアクションがある。
安全装置をはずす
武器の安全装置をはずして、NPCにダメージを与えられるようにする。
称号
英雄には名前がなく、NPCは英雄についている称号で名前を呼ぶ。称号は街の「触れ役」に変えてもらうことができる。基本的に有料だが、称号を名乗るに相応しいことを成し遂げると、その称号は無料で変更できるようになる。
恋愛
NPCの「好きゲージ」が高まれば、英雄を口説こうとしてくる。
結婚
ゲージに指輪マークがついているNPCなら指輪マークまでメモリを移動させ、指輪などNPCが納得するアイテムを贈ることによって婚約が成立する。この後自分の所有している家に連れて行くと結婚できる。結婚すると名声ボーナスが得られ、家で眠ることで「すばやさ」が上がるなど、家ごとに設定されているボーナス効果を得られる。ボーナス効果は次に眠ったときに消えるが、同じ家で眠れば効果が続く。結婚すると生活費を設定して配偶者を養うことになる。生活費が低かったり、英雄があまり会いに来ないとNPCの機嫌が悪くなり、離婚される場合もある。重婚も可能だが、バレると大きな問題に発展する。
子供
NPCの「好きゲージ」を高め、NPCの誘いに乗ったり、英雄が誘ってベッドまで連れて行くとベッドインすることができる。このとき「避妊する」「避妊しない」を選べる。「避妊しない」を選んだ場合、英雄が男性の場合は相手の女性NPCが、英雄が女性の場合は本人が妊娠することがある。妊娠期間は表示されず、既に子供が生まれた状態で出現する。またこの時、相手が感染症にかかっていると英雄に感染する場合もある。子供は最初は赤ん坊の状態だが、時が経つと幼児に成長する（メインクエストの進行度によっては成長しない）。大人までは成長しない。
安全装置
通常は武器の安全装置がオンになっており、NPCを攻撃しても怖がるだけでダメージを与えることはできない。安全装置をオフにすればNPCを攻撃し、殺傷することができる。殺されたNPCはエリアを切り替えると消滅し、後日代わりのNPCが出現する。
犯罪
「NPCを殺傷する」「飲酒して迷惑行為をする」「他人の住居などに不法侵入する」「パブゲームなどのクレジット支払いを滞納する」「服を着ずに猥褻なアクションをする」「NPCを恐喝する」「NPCの嫌がるアクションを続ける」「ドアや窓を壊す」「衛兵に抵抗する」「公共奉仕を決められた期間内に完了しない」「他人の所有物を盗む」などの犯罪を犯すと、衛兵が駆けつけ「罰金を払う」「公共奉仕をする」「抵抗する」という3つの選択肢が与えられる。
- 罰金を払う

- 犯罪の大きさによって一定の罰金を払う。

- 公共奉仕をする

- 街の安全を守るなどの公共奉仕をする。

- 抵抗する

- 衛兵と戦闘になる。その場から逃げても、衛兵に出会うと襲ってくるようになる。

### 戦闘
フィールドと戦闘の区切りがないシームレス戦闘。「接近戦闘」「遠隔戦闘」「魔法戦闘」を使い分けるアクション寄りの戦闘。安全装置を外せばNPCにも攻撃でき、街中でも戦闘することができる。
ヒットポイント
戦闘中は赤いヒットポイントメーカーが表示され、これがなくなるとノックアウト状態になる。ノックアウトされてもゲームオーバーにはならないが、それまでに貯まった経験値がなくなってしまい、身体に傷跡が残る場合もある。ノックアウトされるとしばらくすると立ち上がって復帰する。ヒットポイントは食べ物やヒットポイント薬を使用すると回復できる。また、ノックアウトされてもリザレクト薬を持っていれば、これを消費することによって経験値を減らさず傷跡も残さずに復帰できる。
接近戦闘
接近戦闘武器を使用して敵を攻撃する。
遠隔戦闘
遠隔戦闘武器を使用して敵を攻撃する。
魔法戦闘
魔法を使用して敵に効果を与える。魔法は「ショック」「インフェルノ」「タイムコントロール」「ブレード」「ボルテックス」「カオス」「フォースプッシュ」「レイズデッド」の8つの系統に分れ、攻撃する、吹き飛ばす、時間を遅くする、混乱させる、亡霊を召喚して攻撃させるなど様々な効果がある。各魔法は詠唱時間によって最大5段階まで高められる。5段階分の魔法スロットに、覚えた魔法をセットして使い分けることができる。

### 成長
XPオーブ
敵を攻撃したり、経験薬などを飲むと「青色のオーブ」「黄色のオーブ」「赤色のオーブ」「緑色のオーブ」の4種類のXPオーブが出現する。敵を一瞬で倒したり、各アビリティを上手く使用することで出現するXPオーブにボーナスがつく。
青色のオーブ
接近戦闘で敵を攻撃したり、強さの経験値薬を飲むと出現し、入手すると「強さ」のアビリティを強化する経験値となる。
黄色のオーブ
遠隔攻撃で敵を攻撃したり、スキルの経験値薬を飲むと出現し、入手すると「スキル」のアビリティを強化する経験値となる。
赤色のオーブ
魔法戦闘で敵を攻撃したり、ウィルの経験値薬を飲むと出現し、入手すると「ウィル」のアビリティを強化する経験値となる。
緑色のオーブ
敵を攻撃したり、経験値薬を飲むと出現し、入手すると「強さ」「スキル」「ウィル」のアビリティを強化する経験値となる。
レベルアップ
「強さ」「スキル」「ウィル」の各アビリティをレベルアップさせることができ、各カテゴリー毎に「強さ経験値」「スキル経験値」「ウィル経験値」と「経験値」を足した数値を消費してレベルアップする。また、経験値を返還してレベルを下げることも可能。
強さのアビリティ
戦闘スタイル
接近戦闘における4つのスタイルを習得できる。
- 「ブロック」

敵の攻撃をブロックし、敵を1歩後退させられる。
- 「フラッシュムーブ」

攻撃をチャージすることによって強力な攻撃ができ、ブロックした敵にもダメージを与えられる。チャージしている間は自動的にブロック状態になるが、チャージしなおさなければならなくなる。
- 「コンボ攻撃」

タイミングよく攻撃することにより、攻撃の威力と速度を上げられる。遠隔戦闘の場合はリロードが早くなる。
- 「反撃」

敵の攻撃を反撃し、敵に隙を与えられる。
筋力
接近戦闘の威力を上げることができる。最大5レベルで、1レベル上げる毎に体格がごつくなっていく。
耐性
ヒットポイントを増加する。最大5レベルで、1レベル上げる毎にヒットポイントメーターが長くなる。
スキルのアビリティ
スキルスタイル
遠隔戦闘における4つのスタイルを習得できる。
- 「ロール」

遠隔戦闘武器を抜いている状態から回避行動が取れるようになる。ロール中はダメージを受けない。
- 「狙撃」

主観モードで敵を攻撃できる。
- 「ズーム」

主観モードから、更に照準をズームできる。
- 「サブターゲット」

主観モードから、更にサブターゲットが表示され、敵の部位を狙える。
正確さ
遠隔戦闘の威力を上げることができる。最大5レベルで、1レベル上げる毎に身長が伸びる。
すばやさ
最大5レベルで、1レベル上げる毎に遠隔戦闘の攻撃が上がり、リロードが速くなる。
ウィルのアビリティ
各魔法は、敵一体に効果を与える「ターゲットスペル」と、範囲内の敵に効果のある「サラウンドスペル」の2種類のスタイルを使い分けることができる。魔法を取得するにつれ、全身に青白い紋章が浮かび上がってくる。
ショック
電気ショックで攻撃し、更に敵を一定時間痺れさせることができる。最大5レベルで、1レベル上げる毎に威力とターゲット数、麻痺時間や詠唱速度が増す。
インフェルノ
ファイアボールや炎の輪などで攻撃する。最大5レベルで、1レベル上げる毎に威力や詠唱速度が増す。
タイムコントロール
敵の動きを遅くする。敵単体に対しては一瞬で背後に回り込み、不意打ちして気絶させることができる。最大5レベルで、1レベル上げる毎に効果時間や威力、詠唱速度が増す。
ブレード
魔法の剣を召喚して攻撃する。最大5レベルで、1レベル上げる毎に魔法の剣の数や威力、詠唱速度が増す。
ボルテックス
竜巻で攻撃する。最大5レベルで、1レベル上げる毎に威力や詠唱速度が増す。
カオス
敵を混乱させ、同士討ちや奇想天外な行動を取らせることができる。敵単体に的を絞れば効果時間が長くなる。最大5レベルで、1レベル上げる毎に効果時間や詠唱速度が増す。
フォースプッシュ
衝撃波を発生させて攻撃し、更に敵を吹き飛ばすことができる。最大5レベルで、1レベル上げる毎に威力や詠唱速度が増す。
レイズデッド
モンスターの亡霊を召喚して敵と戦わせることができる。基本はホブだが、敵が戦闘中に死亡した状態で使用するとその敵を召喚することができる。最大5レベルで、1レベル上げる毎に召喚数や召喚したモンスターの体力、詠唱速度が増す。

### 武器
武器には「接近戦闘武器」と「遠隔戦闘武器」の2種類があり、それぞれの武器に威力や攻撃速度、射程などが設定されている。武器によってはスロットが空いているものもあり、魔法の力を付与する「オーグメント」を装着することができる。
接近戦闘武器
接近戦闘武器は「カタナ」「ロングソード」「カトラス」「クリーバー」「メイス」「アックス」「ハンマー」の7つの系統に分れており、系統によって片手持ちや両手持ちがあり、攻撃モーションが異なっている。
カタナ
威力は最も低いが、攻撃速度が最も速い。
ロングソード
威力、攻撃速度共にバランスが良い。
カトラス
威力は高いが攻撃速度は遅い。
クリーバー
威力は高いが攻撃速度は遅い。
メイス
威力は高いが攻撃速度は遅い。
アックス
威力、攻撃速度共にバランスが良い。
ハンマー
威力は最も高いが、攻撃速度が最も遅い。
遠隔戦闘武器
クロスボウと銃の2系統に分れ、クロスボウは種類によって「軽クロスボウ」「重クロスボウ」「連射クロスボウ」の3タイプがある。銃も種類によって「銃」「ラッパ銃」「長銃」3タイプあるが、各銃には銃の方式によって「フリント式」「タレット式」「ぜんまい式」の3つの種類がある。矢弾は無限。
クロスボウ
威力、攻撃速度、射程共にバランスが良い。
- 「軽クロスボウ」

威力は低いが攻撃速度は速い。
- 「重クロスボウ」

威力は高いが攻撃速度は遅い。
- 「連射クロスボウ」

一定数連射できるが、リロードに時間がかかる。
銃
威力は低いが攻撃速度は速く、射程は短い。片手銃なので、構えていない状態からすばやく攻撃態勢に移ることができる。
ラッパ銃
威力は高く、射程は短いが、複数の敵を攻撃することができる。敵との距離が近い程威力が高くなる。
長銃
威力は高く、攻撃速度は遅いが、射程は長い。
- 「フリント式」

単発で一発撃つ毎にリロードする。
- 「タレット式」

リロードせずに数発発砲できる。弾が無くなるとリロードされる。
- 「ぜんまい式」

リロードせずに数発発砲できる。弾が無くなるとリロードされる。
オーグメント
武器に装着することによって、通常ダメージを魔法ダメージに変換したり、肌に傷がつきにくくなる、敵を攻撃したときに出現するXPオーブを増加させたりと、様々な効果がある。

### 外見
「コスチューム」や「髪型」「ヒゲ」「メイクアップ」「刺青」によって外見を変化させることができる。防御力が上がることはなく、好感度や攻撃性などが増減する。また、アビリティで「筋力」をレベルアップさせると体格が良くなり、「正確さ」をレベルアップすると身長が高くなる。魔法を習得していくと全身に青白い紋章が浮かび上がり、食事によっては太ったり痩せたりする。英雄のモラルによっても見た目が大きく変わる。
コスチューム
主に服装で「かぶり物」「上着」「上半身」「手」「下半身」「足」「仮面」の7個所に装着可能。コスチュームの種類毎にセット装備する「服装」カテゴリーもある。また染料を使用して服装をそれぞれ好みの色に染めることもできる。
髪型
理髪店で散髪することによって、真ん中分けやロングヘアなど、様々な髪型に変更できる。スキンヘッドから他の髪型への変更も可能。染料で好みの色に染めることができる。
ヒゲ
理髪店で色々なヒゲをつけることができる。英雄が女性であっても取りつけ可能。
メイクアップ
理髪点で色々な化粧をすることができる。英雄が男性であっても化粧可能。
刺青
顔や首、体に色々な刺青を彫ることができる。

### 犬
英雄には最良の相棒として犬が居り、冒険のほとんどを共に過ごす。犬には「戦闘レベル」と「宝探しレベル」、「芸」が存在し、特定の本を読んで仕込むことによってレベルが上がったり、芸を習得していく。戦闘にも参加するが負傷することがあり、その場合はアクションの「回復」で手当てすると回復する。戦闘で負傷はするが死ぬことはない。状況によっては怯えたりもするが、アクションで「ほめる」と元に戻る。芸を習得すると、英雄のアクションに合わせて芸をしたりもする。近くに敵が居る場合や、フィールド中の宝箱や地面に埋まっている宝に近づくと咆えて場所を知らせてくれる。外見は首輪を付け替えることができる他、英雄のモラルによって姿が大きく変化する。

## スタッフ
ピーター・モリニュー クリエイティブディレクター

## 世界設定

### 世界観
かつて魔法が栄えたアルビオンの地には英雄ギルドが存在し、そこで拾われた一人の英雄がブレードジャックを滅ぼして世界に平和を取り戻した物語も、ギルドが壊滅してから何百年もの時が流れ、今となってはそれがバウアーストーンの地にあったことなどその地に住む民からも忘れられていた。アルビオンでは魔法の代わりに銃が発達し、人々は動乱の時代など御伽話にも伝わらぬまま日々を過ごしていた。

### エリア
バウワーストーン
バウワーストーン旧市街
バウワーストーンの住宅街で、英雄の選択によってその後の環境が変化する。
バウワーストーン市場
バウワーストーンの繁華街。川に掛かる大きな橋の上から中央の時計塔の周りなど、露店や店が多数軒を列ねている。
バウワーストーン墓地
バウワーストーンの墓地。陰鬱な雰囲気ではなく、道は綺麗に舗装され、清楚な墓が建ち並んでいる。
フェアファックス庭園
フェアファックス城の庭園。貴族達が戯れており、それを目当てに商人が商いをしている。庭園の一部を考古学者の指揮によって古代遺物の発掘調査が行われている。
バウワーレイク
大きな湖があり、周りには流民のキャンプなどが存在する。湖の中央にはギルドの洞窟の入口がある。
ギルドの洞窟
かつて英雄ギルドがあった場所。
ルークリッジ
モンスターの襲撃によって、無人になった宿や炭鉱がある。
オークフィールド
喉かな農村で光の寺院がある。
明るい森
バウワーレイクとウェストクリフを結ぶ明るい森。農場や大きな塔が建っている。
山賊の丘
山賊だらけのエリア。
ウェストクリフ
試練の迷宮と呼ばれる闘技場のある小さな街で、治安が悪い。英雄の行動次第では後の展開で大きく発展する。街の周辺にはバルバリンが出没してとても危険。
いにしえの塔
天高くそびえ立っていたといわれる塔。現在は崩れ落ち、下層部分のみが残っている。
亡霊の沼地
かつてオークベールという村があったが、山賊の襲撃によって滅ぼされ現在は廃村となっている。バンシーやゾンビが徘徊している。
ブラッドストーン
大きな港町。マッサージ師がいっぱい。
ノットホール島
ダウンロードコンテンツ第一弾として追加された島。雪に覆われ、住民は寒さに凍えている。

## キャラクター
英雄（初期の称号はスパロー）
主人公。バウアーストーンの旧市街で姉のローズと共に貧しいながらも必死に生きている。
DLC2「未来の行方」で決して逃れられない運命としてアルビオンの王になることが判明。更に二人の子供を残しており、その弟/妹の方が『III』の主人公である。
ローズ (Rose) 声：ジェマ・ボイル(英語版) / 広津佑希子(日本語)
主人公の優しい姉、12歳。
犬 (Dog) 声：?
魔法のオルゴールを買うためにお金を貯める最中に出会い、その後の半生を共に過ごす相棒。
テレサ (Theresa) 声：ゾーイ・ワナメイカー(英語版) / 上村典子(日本語)
シリーズを通して登場する盲目の女性。英雄とローズに魔法のオルゴールを買うよう勧め、殺されかけてからは保護者として英雄を育てた。500年以上生きているという話もある。
ハマー (Hammer) 声：渡辺美佐
強さの英雄。オークフィールドにある光の寺院の腕っ節のいい女性修道士。本名はハンナで、ハマーは愛称。
ガース (Garth) 声：ロン・グラス(英語版) / 石井康嗣(日本語)
ウィルの英雄。英雄とはオルゴールを買った日の夜に顔を合わせているが気づいていない。現在は明るい森の塔に一人で暮らしているらしい。
リーバー (Reaver) 声：岸野幸正
スキルの英雄。無法地帯の街ブラッドストーンで一番大きな屋敷に住む男。銃器の扱いに長けているが、自分の目的のために英雄を利用しようとする節がある。
ある理由で老いずに長く生きており、『III』にもそのままの年齢かつ事業を成功させた姿で登場する。
ルシアン卿 (Lucien) 声：オリバー・コットン(英語版) / 堀之紀(日本語)
フェアファックス城の城主。魔法などの研究をしている。
バーナム (Barnum) 声：秋元羊介
色々な事業を手掛ける起業家。一部特殊な喋り方をする。

## ストーリー
雪の降る季節、バウワーストーンの貧民街に住む少女ローズとその弟（妹）である英雄は、露天商が売り出した「一つだけ願いが叶う魔法のオルゴール」に心を奪われる。しかし5ゴールド無くては買えないので諦めようとしたところを盲目の女性テレサがたしなめたことから、頑張ってお金を貯めてオルゴールを購入する。「お城へ住みたい」ローズがそう願いながら鳴らしたオルゴールは光となって消えてしまい。ローズは沈んだ気持ちで寝床に着いた。
その晩、バウワーストーン城の使いが「城主ルシアン様が会いたがっている」とローズ達を迎えに来た。願いが叶ったと喜びながら城へと入り、謁見したルシアン卿の言われるままに魔法陣の中へ入った二人。すると魔方陣が不思議な光を放ち、それを見たルシアンは「お前たちは私のするべき事に邪魔な存在だ」とローズを射殺してしまう。続けて放たれた弾は英雄に当たり、その身体を城の外へと吹き飛ばした。
真っ逆さまに地面へ激突し瀕死の重傷を負った英雄にテレサが声をかけた。「貴方は死なない。やるべきことがあるから」と。テレサはその身体を抱え、何処かへ姿を消した。
そして10年後、英雄はテレサの加護の元にバウワーストーンの流民キャンプから再び世へ送り出される。ルシアン卿の永きに渡る野望を打ち砕き、犠牲となった姉の敵を討つために。

## バグ
一部のユーザーからバグが報告されている。深刻なものとしてフリーズやゲーム進行の不具合、セーブデータの破損が挙げられる。また、プレイヤーキャラクターの配偶者が消失してしまったり、最終クエストを完遂することができなくなってしまう現象に多くのユーザーが遭遇している。ゲーム進行を妨げる問題やその他のバグのリストはLionhead CommunityのFable II Fears and Problemsにて確認することができる。これらのバグに関してLionheadは「Fable IIの開発規模と範囲が特に大きくなっていて、いくつかのバグが開発の網をかいくぐってしまった。この問題については謝ることしかできないが、最善を尽くしているところだ。」と表明した。この表明はタイトルアップデート2のリリースを明白に示唆しているわけではない。